# Dirk Hartog Landing Site 1616

Die Shark Bay, Dirk Hartog Island und Cape Inscription (mittig links)

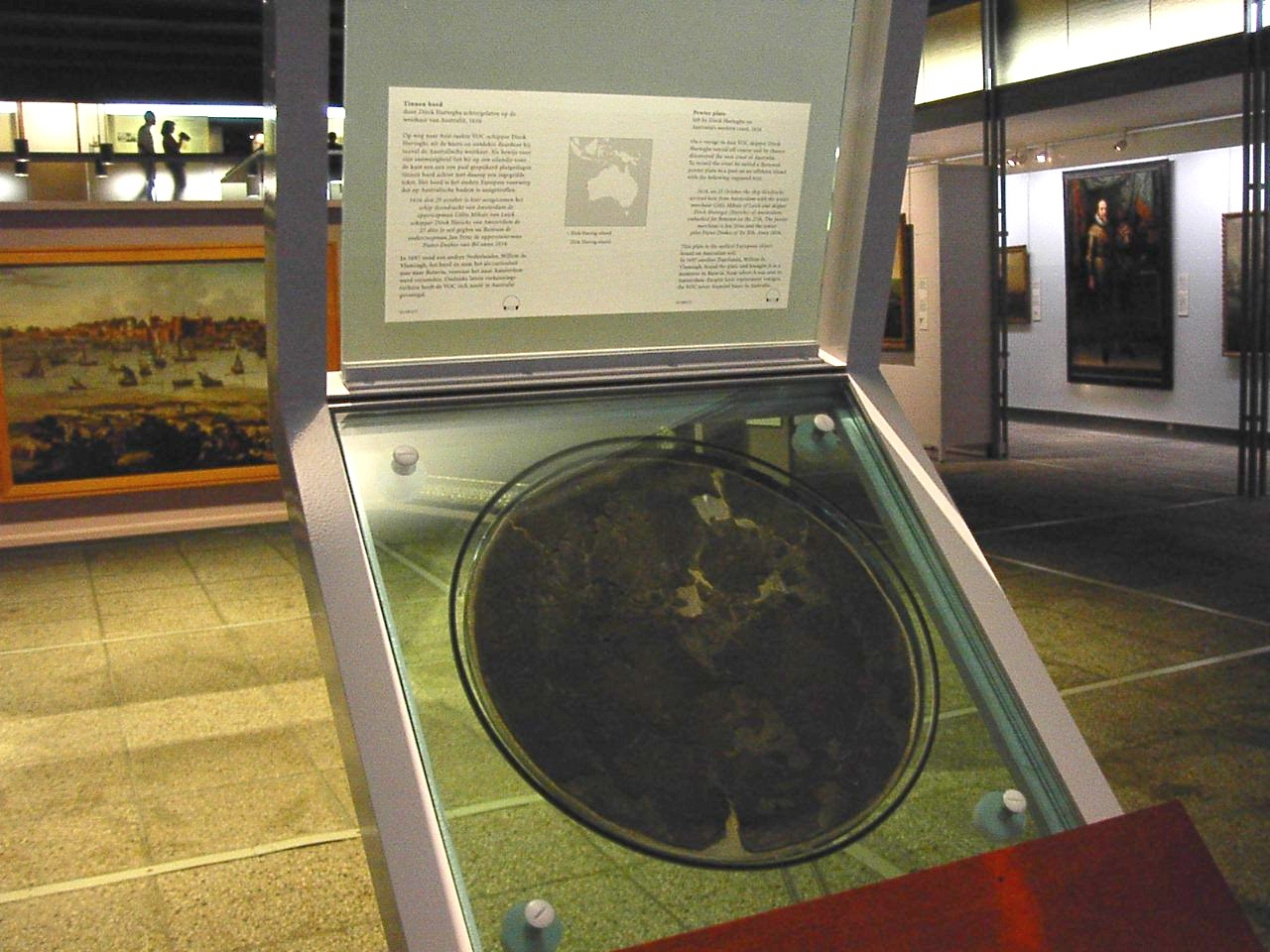
Die Platte von Dirk Hartog von 1616, heute im Rijksmuseum Amsterdam

Die Dirk Hartog Landing Site 1616 ist für die Entdeckung Australiens von großer Bedeutung. Die nordwestliche Spitze der Dirk Hartog Island in Western Australia, die der Niederländer Dirk Hartog 1616 betrat, war nicht nur der Ausgangspunkt für die Erkundung der westlichen Seite Australiens, sondern auch dafür, dass Australien in Weltkarten eingetragen und im Laufe der Zeit von Europäern besiedelt wurde. Die Dirk Hartog Landing Site 1616 wurde 2006 von der australischen Bundesregierung, dem Commonwealth, zum nationalen Denkmal erklärt.

## Cape Inscription
Dirk Hartog von der niederländischen Ostindien-Kompanie segelte im Jahr 1616 westwärts auf der Eendracht (deutsch: Eintracht) in Richtung Batavia. Er landete am 25. Oktober 1616 auf dem nach ihm genannten Dirk Hartog Island und kartografierte die Küste. Um seine Landung an der Westküste, auf dem damaligen Terra Australis Inkognita, zu dokumentieren, hinterließ er dort eine Plakette aus Hartzinn.
Diese Plakette ist die erste dokumentierte Landung von Europäern auf dem damals anschließend sogenannten Land „Neuholland“. Nach dieser Landung wurde dieser Platz auf den Weltkarten verzeichnet, und daraufhin kamen in den folgenden Jahrhunderten weitere niederländische, französische und britische Entdecker in dieses Gebiet.
Als nächster Entdecker kam am 4. Februar 1697 Willem de Vlamingh an das heute sogenannte Cape Inscription und legte seine eigene Plakette neben die von Hartog nieder. Vlaminghs Plakette fand Jacques Félix Emmanuel Hamelin, der an der Baudin-Expedition 1801 teilnahm, und er fügte eine beschriftete Bleifolie bei. Louis de Freycinet kam 1818 an das Cape und entnahm die Plakette von Vlamingh, die die französische Regierung 1947 zurückgab.
Phillip Parker King, der Sohn des frühen Gouverneurs  Philip Gidley King, hinterließ 1822 ebenso einen Bericht über seine Ankunft am Cape Inscription, als er die Karten von Matthew Flinders vervollständigte. 1858 kam Henry Mangles Denham an das Cape Inscription, als er hydrographische Karten erstellte.
Die Plakette von Hartog befindet sich im Rijksmuseum Amsterdam in den Niederlanden, die anderen entweder im Gebiet von Carnarvon oder im Maritime Museum von Fremantle in Western Australia.
Aufgrund dieser historischen Bedeutung für die Entdeckungsgeschichte Australiens wurde das Cape Inscription in die Australian National Heritage List eingetragen, und die anliegende Shark Bay World Heritage Area ist seit 1991 UNESCO-Welterbe.

## Weitere historische Landungsplätze
Weitere bedeutende Landungsplätze waren Dampier Landing und die Turtle Bay auf der Dirk-Hartog-Insel. 1699 landete William Dampier auf dem nordwestlichen Teil dieser Insel an der nach ihm benannten Stelle und 1772 der französische Navigator Francios de Saint Allouarn an der Turtle Bay, der zwei Flaschen mit einer französischen Münze dort eingrub. Eine der Flaschen mit Münze und einem Bleiverschluss wurde 1998 wiedergefunden.